# Karl Aner
Karl Aner (* 11. April 1879 in Greiz; † 5. Juni 1933 in Kiel) war ein evangelischer Theologe und Hochschullehrer.

## Leben und Wirken
Nach dem Schulbesuch in Greiz und Schleiz studierte Karl Aner Evangelische Theologie und Philosophie an den Universitäten Leipzig und Greifswald. 1900 legte er die erste theologische Prüfung an der Universität Leipzig ab, die zweite Prüfung folgte 1902. Längere Zeit war er als Hilfsgeistlicher in Gera und im Schuldienst tätig, so von 1905 bis 1911 in Essen. Im Jahre 1909 promovierte er mit einer philosophiegeschichtlichen Arbeit an der Universität Bonn. 1912 übernahm er eine Pfarrstelle an der Trinitatis-Kirche in Berlin-Charlottenburg, die er bis 1930 innehatte. 1916 erwarb er an der Universität Berlin bei Adolf von Harnack den Grad eines Lizenziaten der Theologie. 1923 habilitierte er sich an der Universität Halle und lehrte dort bis 1930 als Privatdozent bzw. außerordentlicher Professor im Bereich Historische Theologie und Kirchengeschichte. Im Jahre 1930 wurde er auf den Lehrstuhl für Kirchengeschichte an der Christian-Albrechts-Universität zu Kiel berufen. Dort starb er bereits drei Jahre später.
Aner, der 1914 noch den Eintritt in den Ersten Weltkrieg begrüßt hatte, trat 1917 als einer von wenigen evangelischen Theologen für einen Verständigungsfrieden ein. Er unterstützte öffentlich den Friedensaufruf von Papst Benedikt XV., unterzeichnete mit Walther Nithack-Stahn, Rudolf Wielandt, Otto Pless und Friedrich Rittelmeyer die Erklärung deutscher Protestanten zur Friedensfrage vom 4. Oktober 1917 und organisierte zusammen mit Martin Rade die Centralstelle evangelischer Friedensfreunde. Spätestens 1918 engagierte er sich auch in der Deutschen Friedensgesellschaft. 1919 war er beteiligt an der Gründung des Bundes Neue Kirche, der sich bald mit dem Bund sozialistischer Kirchenfreunde unter Günther Dehn zusammenschloss und eine der Vorgängerorganisationen des Bundes der religiösen Sozialisten Deutschlands war. Aner wurde zudem 1919 Mitglied der Sozialdemokratischen Partei Deutschlands.
In seinen kirchengeschichtlichen Veröffentlichungen beschäftigte Aner sich vor allem mit der Theologie der Aufklärungszeit. Als sein besonderes Verdienst gilt die Öffnung der Kirchengeschichtsschreibung für frömmigkeitsgeschichtliche und kulturhistorische Fragestellungen.
Die Universität Halle zeichnete Aner 1930 mit der Ehrendoktorwürde aus.

## Veröffentlichungen (Auswahl)
- Gottfried Ploucquets Leben und Lehre  (= Abhandlungen zur Philosophie und ihrer Geschichte, Bd. 33). Niemeyer, Halle/S. 1909 (= Dissertation Universität Bonn) (Nachdruck: Olms, Hildesheim 1999, ISBN 3-487-10955-7)
- Goethes Religiosität. Mohr, Tübingen 1910.
- Der Aufklärer Friedrich Nicolai (= Studien zur Geschichte des neueren Protestantismus, Bd. 6). Töpelmann, Gießen 1912.
- Friedrich Nicolai als Zeuge des kirchlichen Lebens in Berlin zur Zeit der Aufklärung. In: Jahrbuch für brandenburgische Kirchengeschichte, Bd. 9/10 (1913), S. 244–287.
- Friedrich Germanus Lüdke. Streiflichter auf die Theologie und kirchliche Praxis der deutschen Aufklärung. in: Jahrbuch für brandenburgische Kirchengeschichte, Bd. 11/12 (1914), S. 160–232.
- Kriegsbilder aus der Bibel. Curtius, Berlin 1914.
- Das Luthervolk. Ein Gang durch die Geschichte seiner Frömmigkeit. Mohr, Tübingen 1917.
- Hammer oder Kreuz? Eine Abwehr alldeutscher Denkart im Namen des deutschen Christentums. 2. Aufl. Engelmann, Berlin 1918.
- Zwei märkische Landgeistliche aus der Aufklärungszeit. In: Jahrbuch für brandenburgische Kirchengeschichte, Bd. 18 (1920), S. 20–34.
- Das Vaterunser in der Geschichte der evangelischen Frömmigkeit. Mohr, Tübingen 1924.
- Johann Heinrich Voß. In: Theologische Studien und Kritiken Bd. 100 (1927), H. 1, S. 104–153.
- Die Historia dogmatum des Abtes Jerusalem. In: Zeitschrift für Kirchengeschichte Bd. 47 (1928), S. 76–103.
- Kirchengeschichte. Vier Bände (= Sammlung Göschen, Bd. 985 bis 988). De Gruyter, Berlin 1928–1931.
- Die Theologie der Lessingzeit. Niemeyer, Halle/S. 1929 (Nachdruck: Olms, Hildesheim 1964) (Volltext).